# Epicyon
Epicyon – wymarły rodzaj ssaków drapieżnych z rodziny psowatych (Canidae) zamieszkujących Amerykę Północną. 
Epicyon haydeni był największym przedstawicielem rodzaju i psowatych, był większy od lwa, żył pod koniec miocenu 10–5 mln lat temu, osiągał do 90 cm wysokości w kłębie. 

## Etymologia
Epicyon: gr. επι epi „nieco, trochę”; κυων kuōn, κυνος kunos „pies”.

## Podział systematyczny
Do rodzaju należały następujące gatunki:
- Epicyon aelurodontoides Wang, Tedford & B.E. Taylor, 1999
- Epicyon haydeni (Leidy, 1858)
- Epicyon saevus (Leidy, 1858)